# Abraxas leopardinata
Abraxas leopardinata är en fjärilsart som beskrevs av Achille Guenée 1858. Abraxas leopardinata ingår i släktet Abraxas och familjen mätare. Inga underarter finns listade i Catalogue of Life.